# Укропное масло

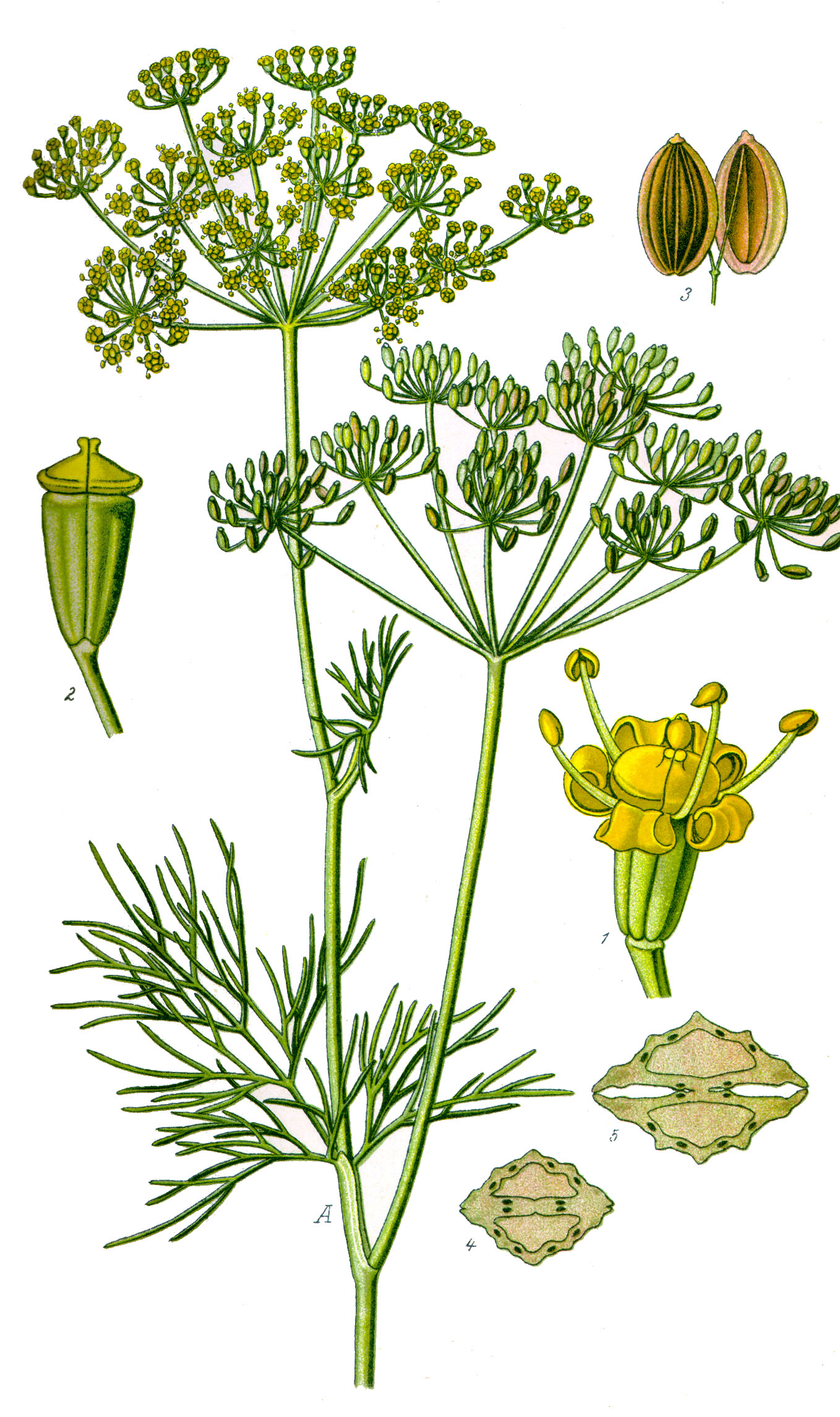
Укроп.

Укропное масло (лат. oleum anethi) — эфирное масло, получаемое из семян, цветущей зелени либо всех зелёных частей растения укроп (Anethum graveolens).
При комнатной температуре представляет собой бесцветную или несколько желтоватую жидкость с характерным запахом свежего укропа, и с горьковатым камфорным (сперва), а затем сладковатым вкусом.

## Получение
В Европе укропное масло начали получать в XV—XVI вв. в период освоения процесса дистилляции. Ранее строго выделяли укропное масло, полученное из семян и масло, отогнанное водяным паром из цветущей зелени укропа. Сейчас укропное масло производят из измельченных целых растений на стадии полной зрелости семян. Данный метод применялся и на заводах СССР, где данное масло производили с начала 1960-х годов для потребностей пищевой промышленности. Первые производства в большом масштабе открывались в СССР на Украине. Позднее укропное масло стали производить в Молдавии и Краснодарском крае.
В период 1976—1990 годов средняя выработка в СССР составляла 35 т/год.
Традиционными производителями укропного масла являются Франция и страны Восточной Европы, а также США.

## Состав
Химический состав укропного масла не постоянный. Он зависит от степени зрелости укропа, подвергаемого переработке и его сортов. В масле из зеленых частей укропа преобладает альфа-фелландрен (до 60 %, обычно 10—20 %). Также в состав входит 30—40 % лимонена, 3—10 % «укропного эфира» (диллэфир,) и 30—40 % карвона. Этим компонентам также обычно сопутствуют дигидрокарвон, карвеол и диллапиол.

## Применение
Укропное масло используется в пищевой промышленности в качестве пряности. Использование его в парфюмерии и косметике невелико. В России из укропного масла выделяют карвон и лимонен для парфюмерных целей. Кроме того использовалось в дореволюционной России как слабительное.